# Линија U3 (Бечки метро)
Линија U3 је део мреже бечке метроа и тренутно има дужину од око 13,5 километара и опслужује 21 станицу. Протеже се у правцу запад-исток. Просечно време путовања између две терминалне станице је 25 минута.
U3 је најновија и истовремено једна од најпрометнијих линија метроа у Бечу, а деоница између железничке станице и Вин Митеа је најпрометнија. Са изузетком кратких деоница на станицама Отакринг и Ердберг, пролази у потпуности под земљом. Свечаност полагања темеља за изградњу U3 одржана је 1983., прва деоница је отворена 1991., а последња у децембру 2000. Ова линија метроа се тренутно не планира; боја сигнала му је наранџаста.

## Историја
U3 линија је чисто нова линија. Планови за ову линију постојали су од 60-их. Током изградње станице U1 Штефансплац, платформе U3 су већ изграђене у љусци. Изградња U3 почела је тек 80-их. Прва деоница ове линије од Ердберга до Волкстеатра отворена је 6. априла 1991. U3 је најновија линија у мрежи бечког метроа. 1993. линија је продужена до железничке станице. Данас се на ову одлуку гледа критички, јер U3 има највећу попуњеност у овој деоници. 1994. отворена је следећа деоница U3 између железничке станице и Џонштрасе. Само четири године касније уследила је деоница од Џонштрасе до станице Отакринг, којом је U3 стигао до свог западног краја.
2000. је такође продужен на истоку до садашњег терминала у Зимерингу. Тренутно се не планирају даља проширења, али постоје позиви разних политичара из округа да се У3 продужи од Зимеринга преко Централног гробља до Кајзереберсдорфа.
Такође, типичне за ову линију су често уметнички дизајниране станице. То су углавном савремена уметничка дела, укључујући и видео уметника Нама Џун Пајка. На неким станицама се могу видети и археолошки налази који се односе на историју града Беча. 
8. марта 2023. повдом Дана жена, Бечке линије је у складу са тим покрио знакове на стајалишту Херенгасе и такође променио најаве.

## Архитектура
Линијски дизајн U3, изграђен у другој фази проширења, дизајнирао је Група архитеката бечког метро (АГУ) у сарадњи са канцеларијом KuPa. Представља еволуцију система панела који је развио АГУ за U1 и U4; посебно у погледу издржљивости и отпорности коришћених материјала.  Оно што је упадљиво у погледу дизајна је сведени формални језик у поређењу са станицама на линијама U1 и U4. Карактеристични округли лукови дуж платформи замењени су праволинијским ентеријерима. Уместо тога, прихватне зграде добиле су кровне конструкције у облику буре. Значајна иновација у поређењу са зградама прве фазе проширења је уградња лифтова на свим станицама. У ту сврху развијен је нови вид приступа који укључује лифт, покретне степенице и степениште на једном месту. Ова комбинација функција у једној пријемној згради требало би да олакша путницима да се снађу. 
Са изузетком станице код Народног позоришта, која носи потпис архитекте Курта Шлауса, све колосечне конструкције имају јединствен дизајн.